# Геліотроп звичайний
Heliotropium europaeum — вид рослин родини шорстколисті (Boraginaceae). лат. europaeum — географічний епітет натякає на місце зростання в Європі.

## Опис
Однорічник. Стебла до 60 см, зазвичай прямовисні або висхідні. Листки черешкові з пластиною (20)40–60(70) × (10)20–30(45) мм, яйцеподібні, довгасті, еліптичні або злегка ромбічні. Суцвіття до 18 см у плодоношенні. Віночок 2–3,5 мм, білий. Горішки 0,8–2 × 1,2–1,5 мм, з жорсткими волосками. Період цвітіння й плодоношення: березень — листопад.

## Поширення
Північна Африка: Алжир; [пн.] Єгипет [пн.]; Лівія [пн.]; Марокко; Туніс. Західна Азія: Кіпр; Єгипет — Синай; Ізраїль; Йорданія; Туреччина. Кавказ: Вірменія; Азербайджан; Грузія; Росія — Передкавказзя, Дагестан, європейська частина [пд.]. Австралія: Новий Південний Уельс, Південна Австралія, Вікторія, Західна Австралія. Європа: Австрія; Чехія; Німеччина; Угорщина; Словаччина; Швейцарія; Молдова; Україна — Крим; Албанія; Болгарія; Хорватія; Греція [вкл. Крит]; Італія [вкл. Сардинія, Сицилія]; Румунія; Сербія; Словенія; Франція [вкл. Корсика]; Португалія [вкл. Азорські острови, Мадейра]; Гібралтар; Іспанія [вкл. Балеарські острови, Канарські острови]. Рідний статус в Австралії невизначений. Натуралізований в Китаї та США. Висота проживання: 0–1750 м.

## Галерея

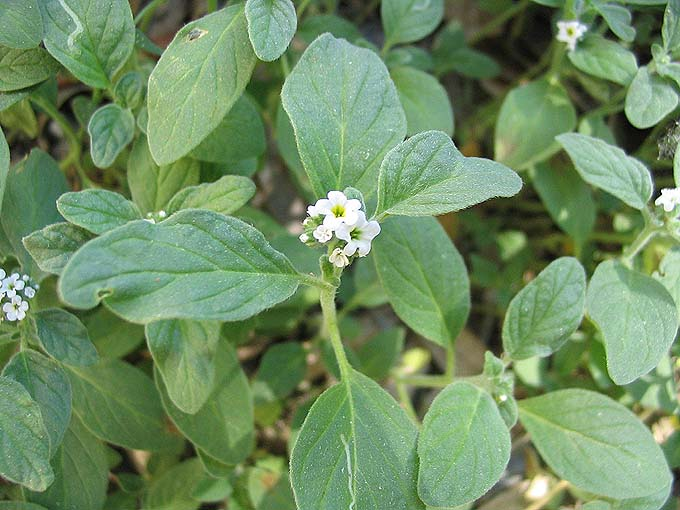
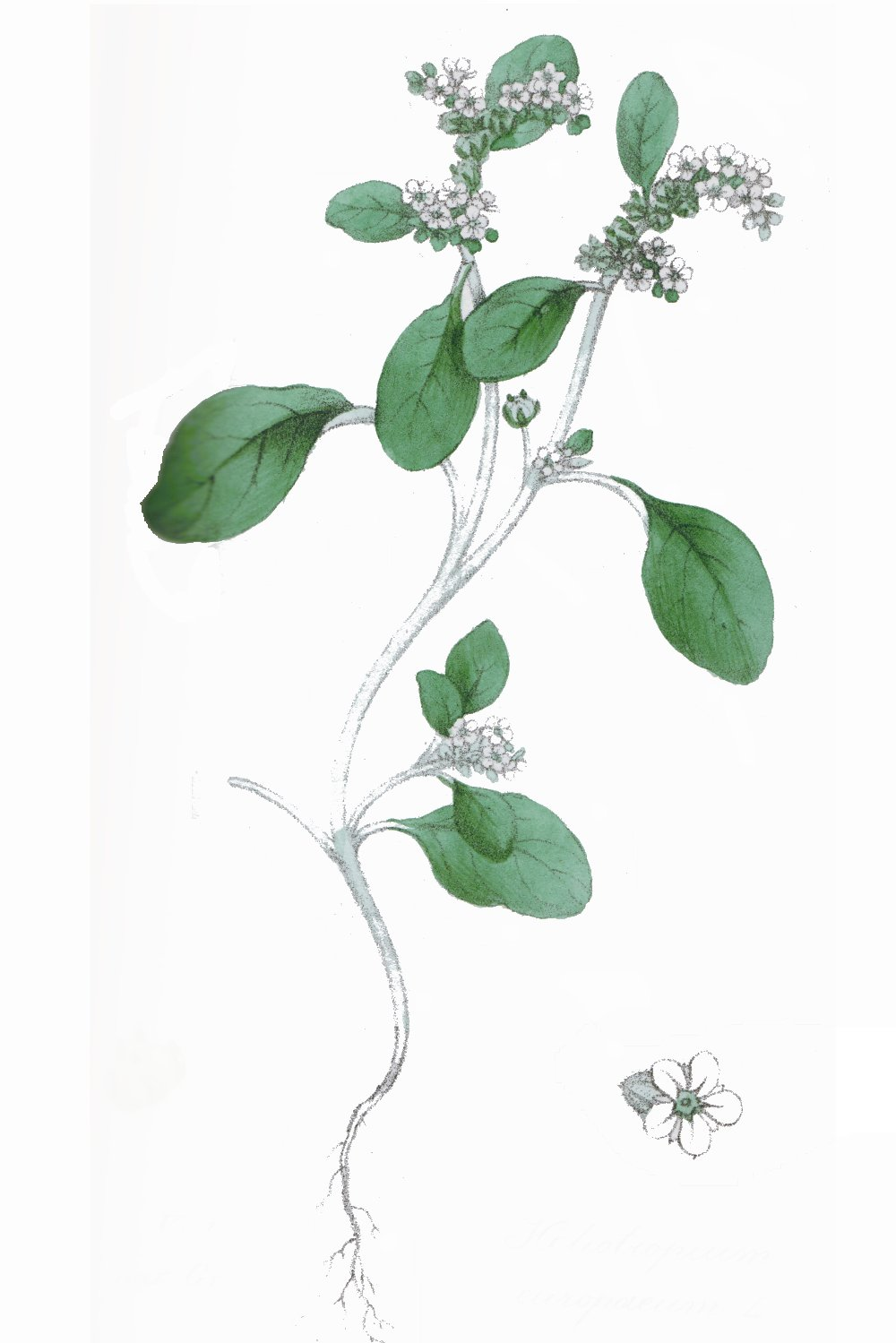